# Generville
Generville (okzitanisch: Genervila) ist eine Gemeinde mit 51 Einwohnern (Stand: 1. Januar 2022) im Westen des Départements Aude in der südfranzösischen Region Okzitanien (vor 2016: Languedoc-Roussillon). Die Gemeinde gehört zum Arrondissement Carcassonne und zum Kanton La Piège au Razès. Die Einwohner werden Genervillois genannt.

## Lage
Generville liegt etwa 38 Kilometer westlich von Carcassonne. Umgeben wird Generville von den Nachbargemeinden Fonters-du-Razès im Norden, Laurac im Nordosten und Osten, La Cassaigne im Osten und Südosten, Cazalrenoux im Süden, Gaja-la-Selve im Südwesten und Westen sowie Saint-Amans im Nordwesten.

## Bevölkerungsentwicklung
| Jahr                       | 1962 | 1968 | 1975 | 1982 | 1990 | 1999 | 2006 | 2019 |
| Einwohner                  | 86   | 76   | 56   | 67   | 64   | 64   | 61   | 58   |
| Quellen: Cassini und INSEE |      |      |      |      |      |      |      |      |

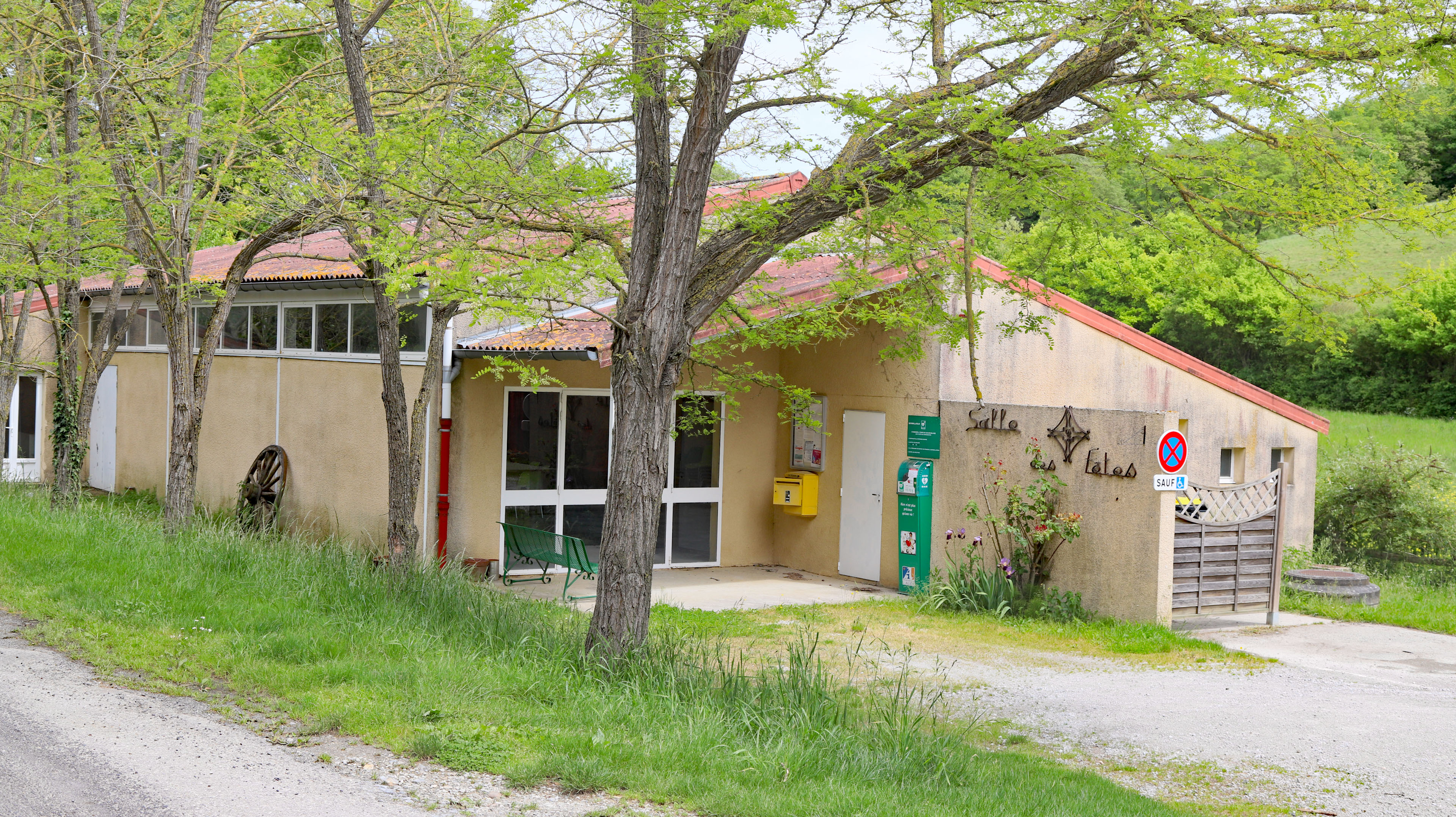
Gemeindefesthalle
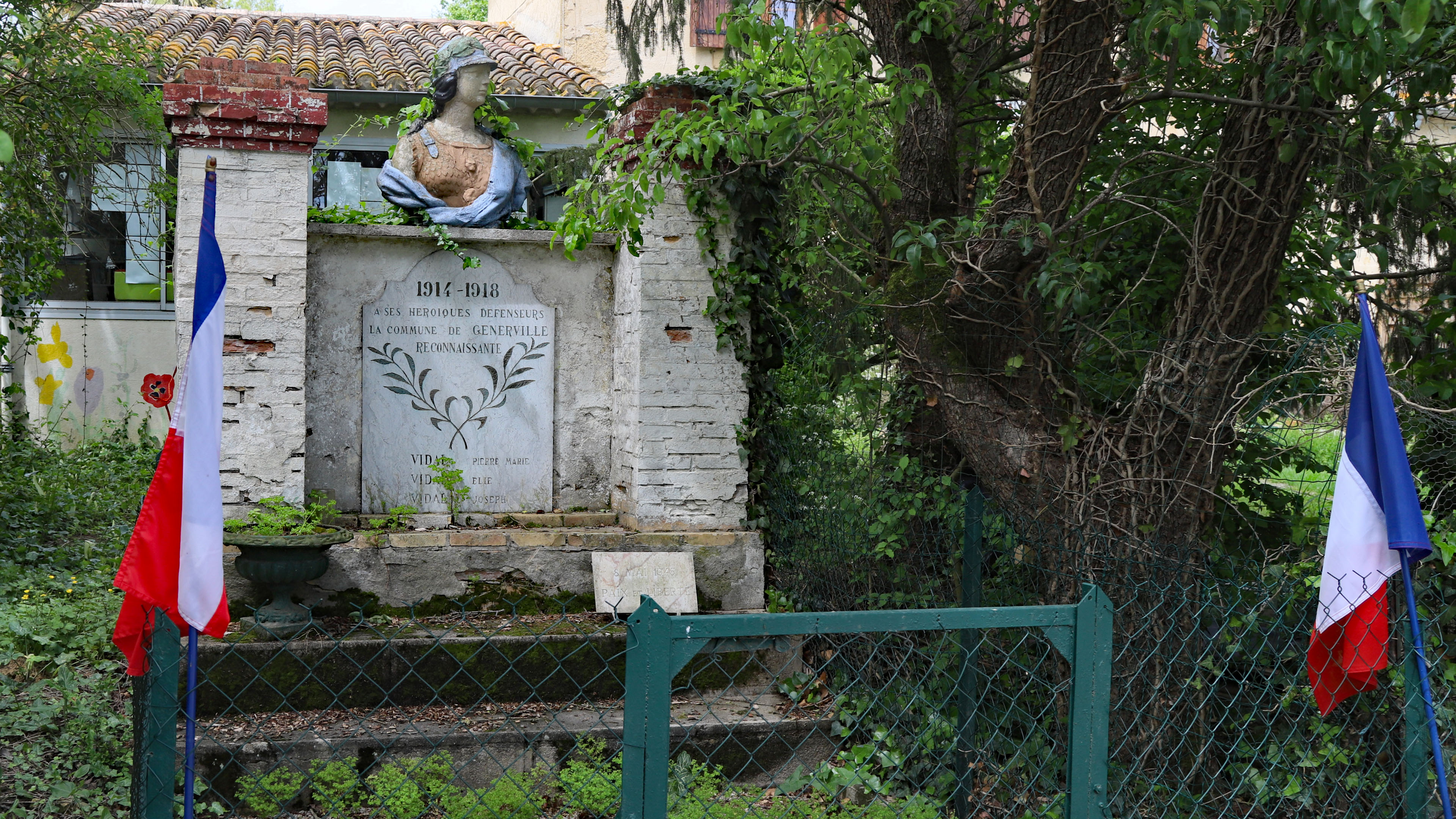
Gefallenendenkmal